# Hermann Schiechtl
Hermann Schiechtl (* 5. Januar 1924 in München; † 1. Februar 2016 ebenda) war ein deutscher Bauingenieur sowie Eistänzer und Präsident der Deutschen Eislauf-Union.

## Leben
Hermann Schiechtl studierte 1942/43 sowie von 1946 bis 1948 Bauingenieurwesen und graduierte 1948 als Diplom-Ingenieur an der Technischen Hochschule München. Er war zunächst bei der Hochtief AG beschäftigt. Von 1957 bis 1975 hatte er die Leitung der Bauabteilung für Hoch- und Tiefbau bei den Lech-Elektrizitätswerken AG in Augsburg inne und war gleichzeitig Technischer Geschäftsführer der Schwäbischen Kraftwerks- und Versorgungs GmbH in Augsburg. 1976 wurde er Prokurist und Leiter der Bauabteilung der Bayerischen Wasserkraftwerke AG in München sowie dessen Vorstandsmitglied. Parallel übernahm er die Baudirektion der Lech-Elektrizitätswerke AG. 1989 ging er in den Ruhestand.
Er hatte zahlreiche berufliche Ehrenämter inne, wie 20 Jahre Vorstandsmitglied im Deutschen Verband für Wasserwirtschaft und Kulturbau; er war Gründungspräsident des DVWK-Landesverbands Bayern.
Er war verheiratet mit Erika geb. Burger; aus der Ehe stammte ein Sohn.

## Eistanzen
Zusammen mit seiner späteren Ehefrau Erika Burger war er in der Eistanzdisziplin der fünfziger Jahre im Münchener EV aktiv und war Bayerischer Meister sowie Dritter bei den Deutschen Meisterschaften im Eiskunstlauf 1952.
Hermann Schiechtl wurde 1954 Vorstandsmitglied der Deutschen Eislauf-Union DEU, damals noch dem Deutschen Eissport-Verband angehörig. Er war 20 Jahre lang Vorstandsmitglied der Deutschen Eislauf-Union sowie im Deutschen Eissport-Verband. Von 1989 bis 1997 war er Präsident des Organisationskomitees Eiskunstlauf München (OKEM).
1957 wurde er in die Gremien des Weltverbandes der Internationalen Eislaufunion ISU gewählt, ab 1957 Vorstandsmitglied und von 1980 bis 1984 Vizepräsident der ISU.
Er engagierte sich insbesondere für die 1976 eingeführte Anerkennung des Eistanzen als olympische Disziplin.

## Ehrungen und Auszeichnungen
- Ehrenvorsitz der Deutschen Eislauf-Union (1974)
- Bundesverdienstkreuz am Bande des Verdienstordens der Bundesrepublik Deutschland (1977)
- Österreichische Olympia-Medaille (1978)
- Médaille de la jeunesse, des sports et de l'engagement associatif der französischen Republik (1980)
- Bundesverdienstkreuz 1. Klasse des Verdienstordens der Bundesrepublik Deutschland (1980)
- Ehrenmitglied des Bayerischen Eissport-Verbandes (1980)
- Silbernes Verdienstkreuz des Finnischen Sports (1983)
- Goldener Ehrenring mit Brillant des Bayerischen Eissport-Verbandes (1984)
- Ehrenmitglied des Deutschen Eissport-Verbandes (1984)
- Ehren-Vizepräsidenten der Internationalen Eislaufunion ISU (1984)
- Verdienstmedaille des Bundesverbandes Deutscher Wasserkraftwerke e. V. (1993)
- Rudolf-Schmick-Preis der Arbeitsgemeinschaft Wasserkraft in Bayern (1998)